# Sangdong-eup
Sangdong-eup (koreanska: 상동읍) är en köping i Sydkorea. Den ligger i kommunen Yeongwol-gun i provinsen Gangwon, i den centrala delen av landet, 170 km sydost om huvudstaden Seoul.